# Колкер Дмитро Борисович
Дмитро Борисович Колкер (1968—2022) — російський физик, фахівець у галузі лазерної фізики, нелінійної оптики та спектроскопії. Доктор фізико-математичних наук, завідувач лабораторії квантових оптичних технологій Новосибірського державного університету, професор Новосибірського державного технічного університету. Займався фундаментальними та прикладними оптичними дослідженнями, зокрема, розробляв спектроскопічні пристрої для експрес-аналізу повітря, що видихається, та газоаналізатори для безпілотних літальних апаратів.
30 червня 2022 року Колкера було заарештовано за підозрою в державній зраді прямо в лікарні, куди його госпіталізували напередодні ввечері у зв'язку з погіршенням стану. Він мав четверту стадію раку. Через два дні Колкер помер у московській лікарні, куди його доправили зі слідчого ізолятора.

## Біографія
Дмитро Колкер народився 7 червня 1968 року в Новосибірську, куди після війни переїхав з сім'єю його дід Йосип Колкер, вчений-авіабудівник, засновник факультету літальних апаратів НДТУ.
За спогадами родичів, Дмитро Колкер до двадцяти років більше цікавився музикою, ніж наукою. Він грав на органі та фортепіано і, навіть ставши відомим вченим, все ще продовжував грати вдома та давати концерти.
В 2001 захистив кандидатську дисертацію на тему «Частотний репер в області 732 нм для прецизійної лазерної спектроскопії мюонія». В 2011 захистив докторську дисертацію на тему «Лазерні синтезатори оптичних частот на основі параметричних генераторів світла».
Завідував лабораторією квантових оптичних технологій Новосибірського державного університету. У Новосибірському державному технічному університеті викладав курси «Проєктування лазерних систем» та «Фізика оптичних явищ». Під його керівництвом було захищено дві кандидатські дисертації. У 2021 році висувався кандидатом на посаду директора Інституту лазерної фізики Сибірського відділення РАН, але посів на виборах друге місце, поступившись Олексію Тайченачеву.
За спогадами дружини, влітку 2021 до Колкера звертався слідчий, вимагаючи підписати експертний висновок проти іншого вченого, але Колкер відмовився.

## Наукові результати
Спільно з BNM-SYRTE та Массачусетським технологічним інститутом, вперше у світі досліджував параметричні генератори світла із самосинхронізацією фази. На основі параметричних генераторів світла в інфрачервоному діапазоні створив пристрої для експрес-аналізу повітря, що видихається. Вперше в Росії створив компактні газоаналізатори для безпілотних літальних апаратів на основі квантово-каскадних лазерів та оптико-акустичних детекторів.

## Арешт та смерть
30 червня 2022 Радянський районний суд Новосибірська заарештував Дмитра Колкера за підозрою в державній зраді (ст. 275 КК РФ). Його перевезли з Новосибірська до Москви і помістили до слідчого ізолятора Лефортово.
Перед арештом вчений знаходився на тривалому лікарняному, у нього була четверта стадія раку підшлункової залози. За словами родичів, він уже був не в змозі самостійно харчуватися і перебував під дією сильнодіючих знеболювальних препаратів, що унеможливлювало свідому дачу показів. Суддя Ірина Алієва проігнорувала надані адвокатами документи від лікарів підсудного. У кримінальній справі, крім інших документів, була довідка за підписом терапевта Новосибірської обласної лікарні Олександра Романенка, який не мав відношення до лікування Колкера. У довідці був зазначений помилковий діагноз (підшлункова залоза переплутана з передміхурової) і стверджувалося, що на момент огляду Колкер перебуває в стані середнього ступеня тяжкості і може брати участь у слідчих діях і бути присутнім на судовому засіданні.
За словами сина вченого, Дмитра Колкера звинувачували в розголошенні державної таємниці в лекціях, які він читав у Китаї, хоча доповіді були засвідчені на відсутність держтаємниці та читалися у присутності співробітника ФСБ. З цією точкою зору згодні і ряд академіків РАН (Клуб «1 липня»), що опублікували скан результатів експертизи, яка підтверджувала відсутність у лекціях Колкера відомостей, що становлять державну таємницю.
3 липня рідним вченого доставили телеграму, в якій говорилось, що Дмитро Колкер помер 2 липня о 02:40 в московській лікарні № 29. Після цього довгий час рідним не вдалося отримати тіло вченого.
19 липня тіло Дмитра Колкера було кремоване в Новосибірському крематорії. На похороні були присутні близько 80 осіб, у тому числі його колеги, нещодавні аспіранти, студенти.

## Суспільна реакція на смерть вченого
Журналістка та правозахисниця Єва Меркачова назвала арешт смертельно хворого Колкера «апогеєм нелюдяності». Клуб «1 липня» заявив про арешт смертельно хворого Колкера, що «ця нелюдська дія слідчих органів грубо порушує елементарні принципи гуманізму» і зажадав притягнути до відповідальності винних у смерті Колкера. Адвокат і активіст Іван Павлов висловив думку, що Колкер був заарештований спецслужбами саме тому, що перебував при смерті: якби він помер до арешту, то «очікування нагород і премій накрилося б мідним тазом».
3 липня, в день смерті вченого, у новосибірському Академмістечку біля пам'ятника академіку Валентину Коптюгу виник стихійний меморіал на честь Дмитра Колкера та його колеги, 75-річного Анатолія Маслова, також заарештованого російськими правоохоронцями та звинуваченого у держзраді. До вечора квіти та табличка зникли, а біля пам'ятника був поставлений наряд поліції. Наступного дня, 4 липня, біля пам'ятника Михайлу Лаврентьєву знову з'явився стихійний меморіал пам'яті Дмитра Колкера, який також швидко ліквідували співробітники поліції. У Новосибірську також з'явилися листівки та плакати, присвячені Колкеру.
За словами адвоката сім'ї Колкера Олександра Федулова, Слідчий комітет РФ не виявив ознак злочину в арешті Колкера і передав заяву адвоката до ФСБ, щоб там встановили, чи порушили закон співробітники ФСБ, які затримали тяжкохворого вченого. Також адвокат подав до Міністерства охорони здоров'я РФ скаргу на лікаря-терапевта Новосибірської обласної лікарні Олександра Романенка за довідку з помилковим діагнозом, яку, ймовірно, суд враховував при обранні запобіжного заходу.